# ایزاک رزنفلد
ایزاک (اسحاق ،Isaac ) روزنفلد (10 مارس 1918، شیکاگو [1]- 14 ژوئیه 1956، شیکاگو[2]) یک نویسنده‌ی یهودی-آمریکایی بود که عضو برجسته‌ای از محافل فکری نیویورک شد. او دارای دکترا در رشته‌ی فلسفه بود.
دوستی دوران کودکی و جوانی سال بلو و ایزاک رزنفلد یکی از معدود راه‌های شناخت این نابغه‌ی ادبیات است. تا جایی که سال بلو در زمان دریافت جایزه‌ی نوبل خود، اظهار داشته که رزنفلد می‌بایست این‌جا می‌بود.
روزنفلد یک رمان به نام "عبور از خانه [4] " در سال 1946 میلادی منتشر کرد.، بر اساس نظر منتقد ادبی مارک شچنر[5]، " این اثر با آمیزش صدای منحصر به فرد ، تندروی مارک تواین با غم و اندوه روسی داستایوفسکی آنها را یگانه کرد"[6]و همچنین مقالات و ریویوهای فراوانی در مجلات ملت [7] ، پارتیزان ریویو [8] و جمهوری جدید[9] منتشر کرد. هم‌زمان در همین مجلات داستان‌های کوتاه درخشانی از او به چاپ رسید.تنها اثر ترجمه شده از او به زبان فارسی داستان کوتاه سرتیپ در کتاب یک درخت، یک صخره، یک ابر می‌باشد.
بعضی از این مقالات بعد از مرگ او در قالب کتاب "عصر شکوهمند[10] "منتشر شد و داستان کوتاه او بعدها در کتابی با عنوان " آلفا و امگا[11] "منتشر شد.
[1] Haaretz, 17 May 2009, Biography forgotten genius / The hunger artist
[2] This article also has details about Rosenfeld's upbringing, parents, siblings, wife and children.
[3] https://fa.wikipedia.org/wiki/سال_بلو
[4] Passage from Home
[5] Marck Shechner
[6] Haaretz, 17 May 2009, Biography forgotten genius / The hunger artist
[7] The Nation
[8] Partisan Review
[9] The New Republic
[10] An Age of Enormity
[11] Alpha and Omega